# Dobříkovice
Dobříkovice je malá vesnice, část městyse Čechtice v okrese Benešov. Nachází se asi 5 km na západ od Čechtic. V roce 2009 zde bylo evidováno 11 adres.
Dobříkovice leží v katastrálním území Nakvasovice o výměře 9,56 km².

## Historie
První písemná zmínka o vesnici pochází z roku 1436.

## Galerie

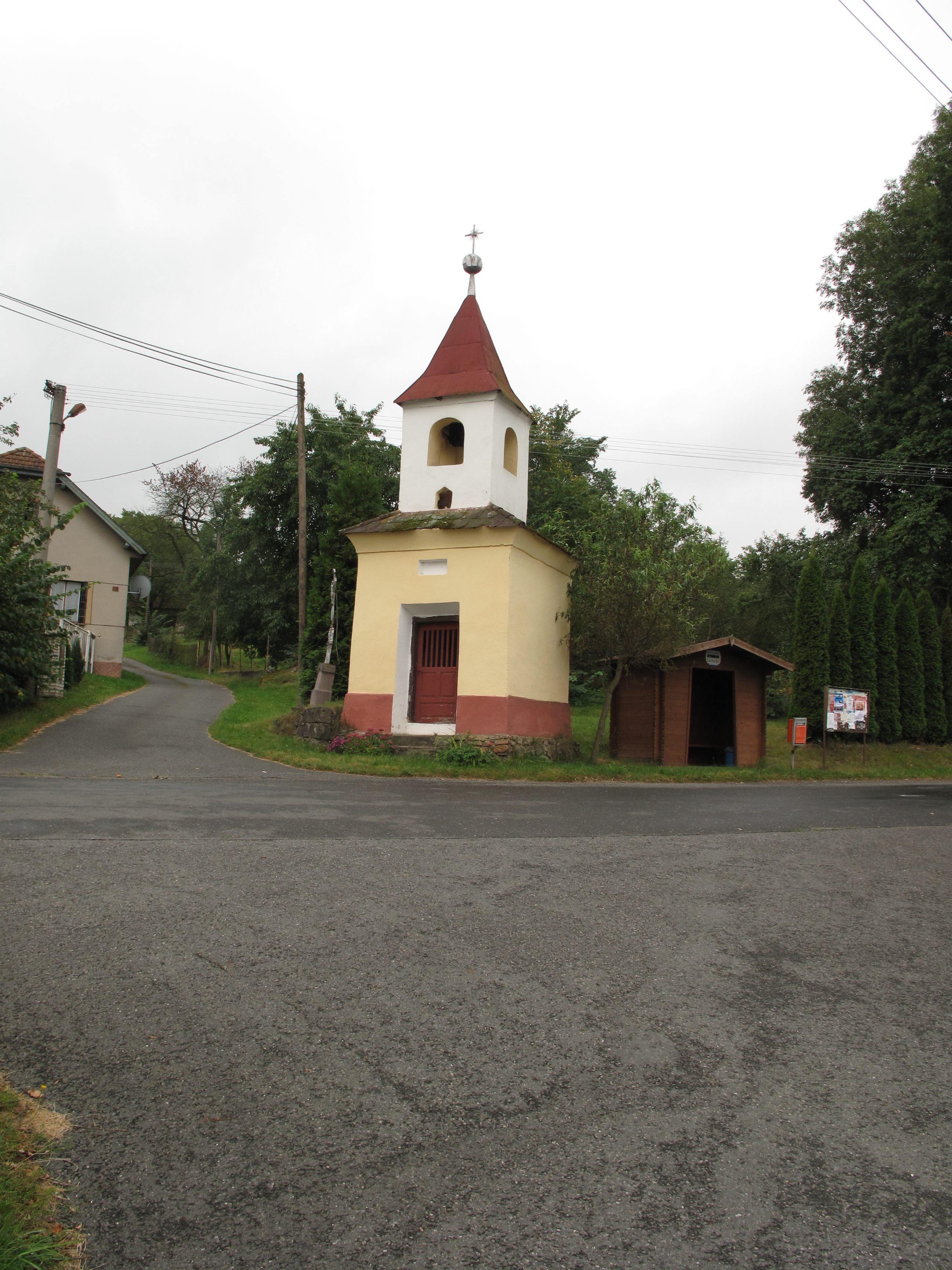
Kaplička
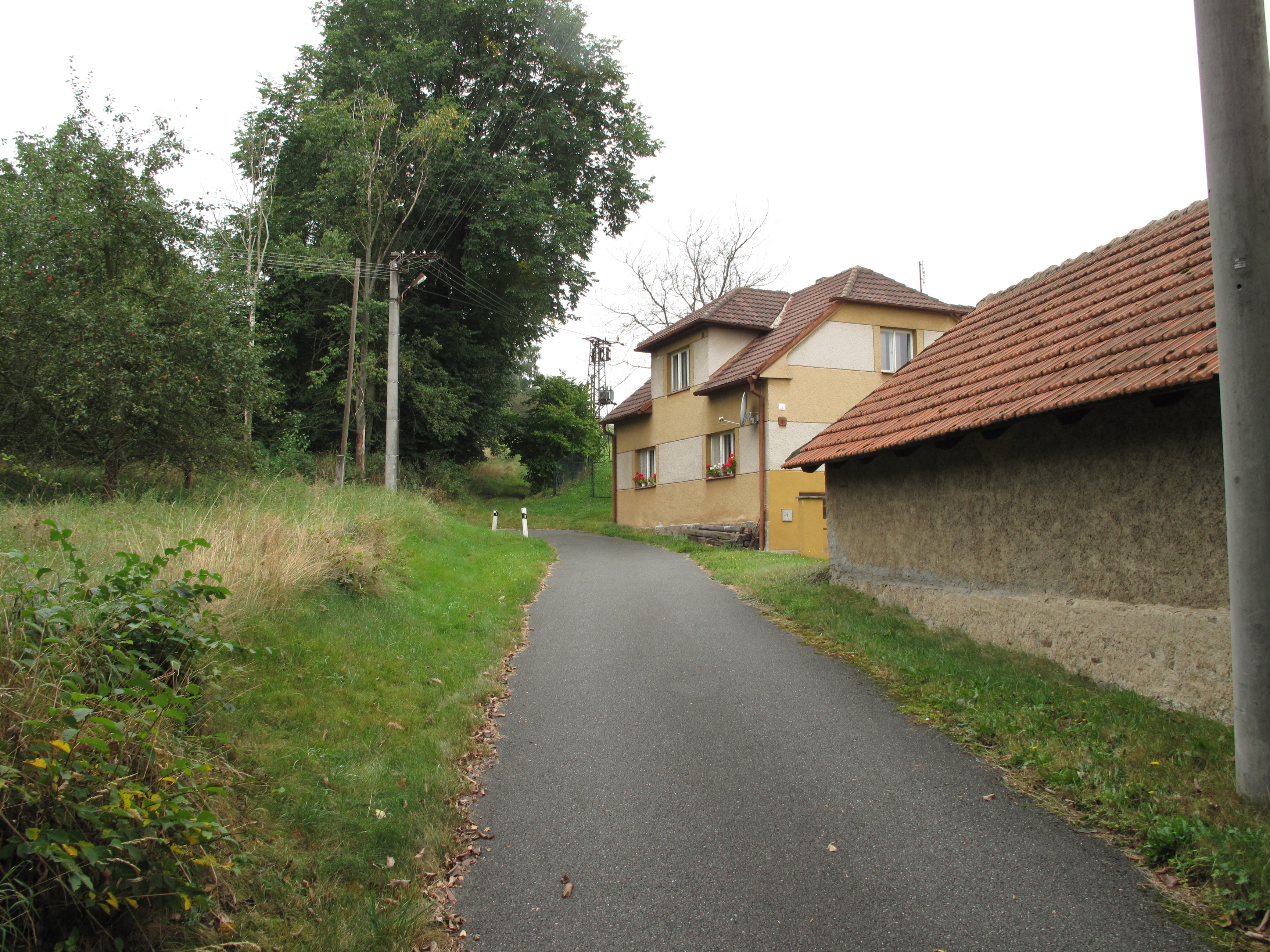
Rodinný dům
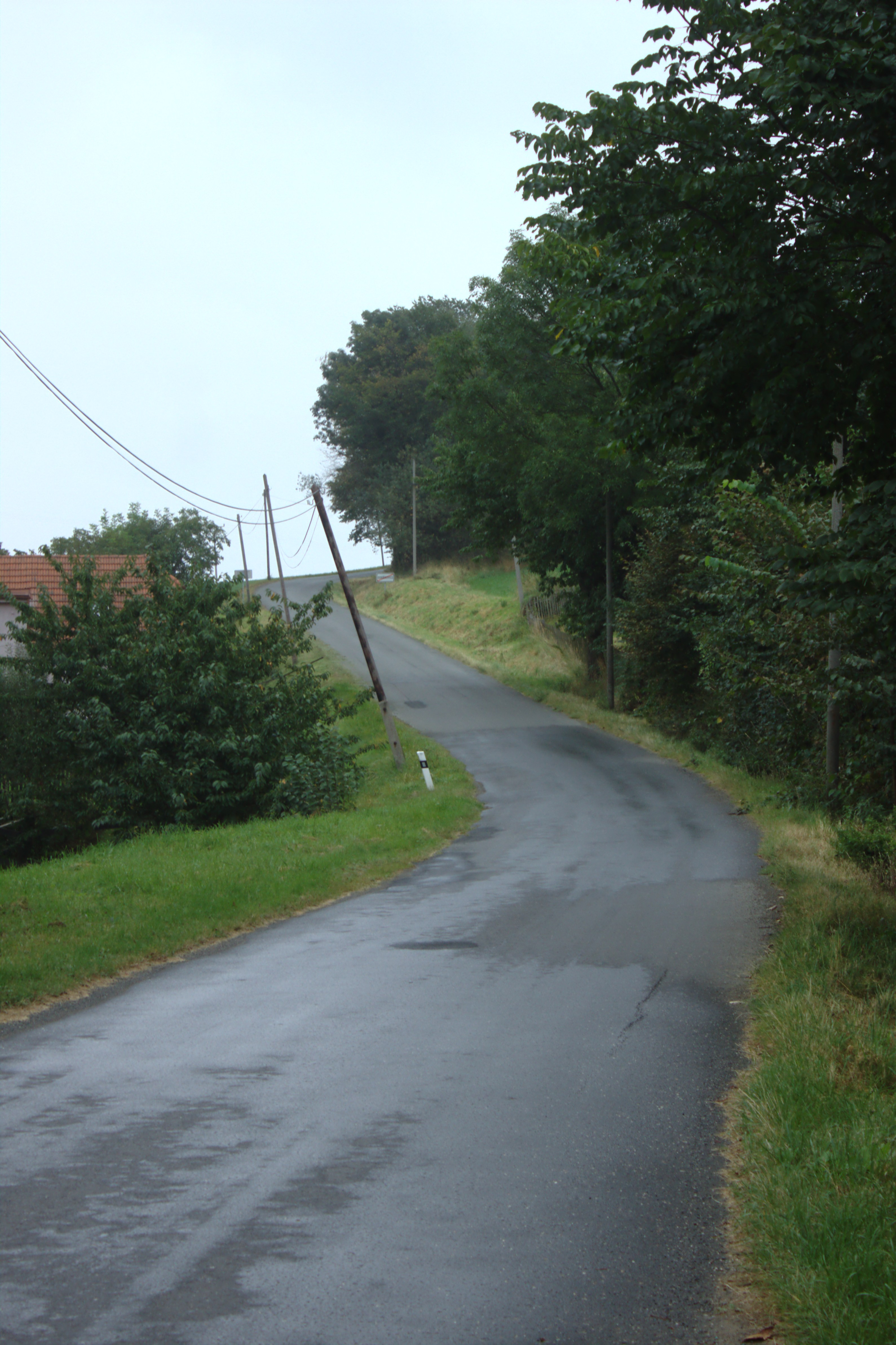
Silnice